# Taka-Reittu
Taka-Reittu är en ö i Finland. Den ligger i sjön Pihlajavesi och i kommunen Nyslott i  landskapet Södra Savolax, i den sydöstra delen av landet, 280 km nordost om huvudstaden Helsingfors. Öns area är 1,7 hektar och dess största längd är 320 meter i nord-sydlig riktning.